# 布古魯斯蘭
布古魯斯蘭（俄语：Бугурусла́н）是俄羅斯奧倫堡州北部的一個城市，始建于1748年，2018年人口53,511人。在俄罗斯行政区划中，布古鲁斯兰为布古魯斯蘭區行政中心，尽管其并不属于后者。